# 索菲亚中央车站

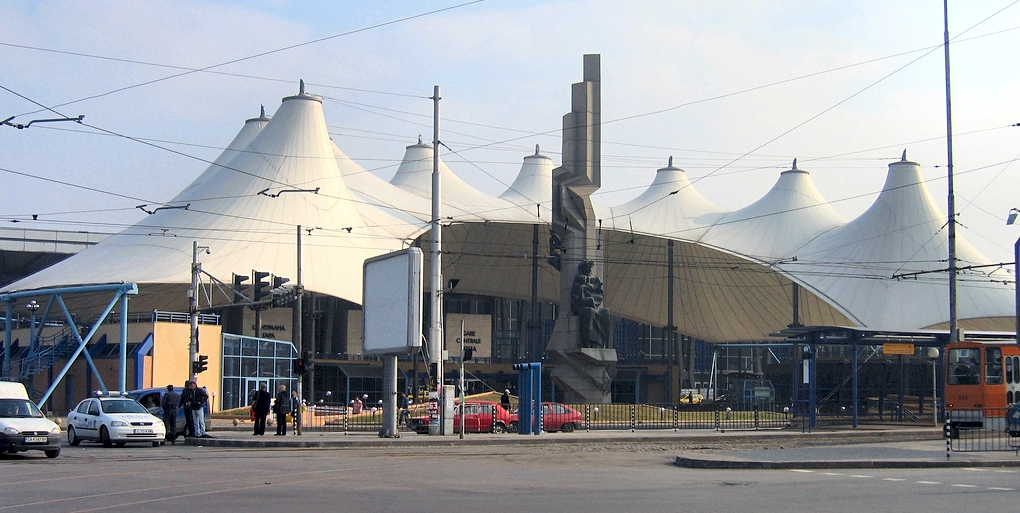
重建的索菲亚中央车站

索菲亚中央车站（Tsentralia gara sofia），位于保加利亚首都索菲亚，为索菲亚市主要的火车站，也是全国最大的火车站。旧的索菲亚火车站于1888年建成，1974年原车站大楼拆除完毕，新车站投入使用。2016年，車站進行了全面翻修。